# Alexander England
Alexander England   (Austràlia, 24 de juliol de 1986) és un actor australià. El 2019 va protagonitzar al costat de Lupita Nyong'o i Josh Gad la comèdia zombi Little monsters.